# Panhard & Levassor Type X49
Der Panhard & Levassor Type X49 ist ein Pkw-Modell der 1920er Jahre. Hersteller war Panhard & Levassor in Frankreich.

## Beschreibung
Die Fahrzeuge haben einen ventillosen Schiebermotor nach einer Lizenz von Charles Yale Knight. Im Motorcode „SK4F5“ bzw. „SK4F2“ ab 1927 steht das „K“ für Knight und die „4“ für die Anzahl der Zylinder.
Der Vierzylinder-Reihenmotor hat 105 mm Bohrung, 140 mm Hub und 4849 cm³ Hubraum. Er wurde auch 20 CV Sport genannt. Die Leistung des Frontmotors wird über eine Kardanwelle an die Hinterachse übertragen.
Für alle Motoren dieser Größe zwischen 1919 und 1930 sind zwischen 75 PS und 95 PS Leistung angegeben.
Der Radstand beträgt 337 cm.
Bekannt sind die Karosseriebauformen Torpedo mit zwei und vier Türen, Limousine und Roadster.
Die Produktion lief regulär von Oktober 1924 bis Oktober 1927. 1928 stand das Fahrzeug nicht mehr im offiziellen Verkaufskatalog, dennoch wurden noch ein paar Stück gefertigt. In den einzelnen Kalenderjahren wurden 14, 85, 108, 31 und 4 Fahrzeuge hergestellt. In Summe sind das 242 Fahrzeuge, von denen 74 exportiert wurden.
Nachfolger wurde der Type X56.